# Martin Sinković
Martin Sinković, hrvaški veslač, * 10. november 1989, Zagreb, SR Hrvaška, SFRJ.
Je mlajši brat veslača Valenta Sinkovića, s katerim je na poletnih olimpijskih igrah leta 2016 v Riu osvojil zlato medaljo v kanuju v moških dvojicah. Pred tem je na poletnih olimpijskih igrah leta 2012 z bratom Davidom Šainom in Damirjem Martinom osvojil srebrno medaljo v kanuju v moškem četvercu. Martin in Valent skupaj na mednarodni ravni tekmujeta od leta 2008. Leta 2008 sta na svetovnem prvenstvu do 23 let v dvojnem dvojcu osvojili srebro. Leta 2009 sta skupaj z Davidom Šainom in Damirjem Martinom osvojili zlato v četvercu na svetovnem prvenstvu
Brata Sinković sta bila prvi moški par, ki je za preveslanje proge potreboval manj kot 6 minut.
Je svetovni rekorder v teku na 6000 m na notranji veslači, njegov čas znaša 18:05,7.